# حسین مظفری‌نژاد
حسین مظفری‌نژاد (۱۳۲۵ تهران) سیاستمدار اصلاح طلب و نماینده مردم تهران در سومین دوره مجلس شورای اسلامی بود.
وی در دوران وزارت محمدجواد باهنر در وزارت آموزش و پرورش به عنوان قائم مقام او فعالیت می‌کرد.
وی دور سال دوم نمایندگی خود در مجلس شورای اسلامی به عنوان یکی از دبیران مجلس فعالیت داشت.